# گوارداندا
گوارداندا (به اسپانیایی: Guaranda) یک شهر در اکوادور است که در استان بولیوار (اکوادور) واقع شده‌است. گوارداندا ۵۱۹٫۵۶ کیلومتر مربع مساحت و ۳۰٬۰۰۰ نفر جمعیت دارد و ۲٬۶۶۸ متر بالاتر از سطح دریا واقع شده‌است.